# Jacek Tylicki
Jacek Tylicki (født 1951) er en polskfødt amerikansk avantgardistisk kunstner der bor i New York. Han boede i Danmark i 1979 – 1982.

## Kunstværker
Tylickis arbejde er tæt forbundet med jord kunst, Installationskunst, video og fotografering. Hans begrebsmæssige projekter rejser ofte sociale og miljømæssige spørgsmål.
Begynder i 1973 Tylicki sender ark lærred eller papir ind i vinden, floder eller skovene og lader dem en længe i et naturligt miljø, dermed tvinger efter art holdning tidligere reserveret til kunstneren: oprettelse af formularer. Det er ofte kaldet Natural Art.
I år 1974-1990 initierer han idéen om en anonym kunstner ved udstedelse af et tidsskrift, kaldet Anonymous Artists hvor kunstnere præsenterer deres kunstværker uden at afsløre deres egne navne.
I 1985 skabte han en Installationskunst kaldes "Chicken Art". Tylicki ændrede Now Gallery i Manhattan til et hønsehus hvor levende kyllinger ser realistisk malerier af kyllinger og steges hængende på Galleri væggene. Han erklærede samtidig: "Til kyllingen smukkeste er kylling"
En anden installation var den "Free Art", hvor kendte, inviterede kunstnere som Mark Kostabi, Rodney Greenblat blandt andre, gav væk deres kunstværker til offentligheden gratis.
Fotografering spiller en vigtig rolle i hans arbejde med anstrøg flygtighed og forgængelighed.

## Valgte solo udstillinger
- Gallerie Porten, Lund, Sverige, 1976
- BTJ Gallery, Lund, Sverige, 1979
- Galleri 38, København, Danmark, 1979
- Galleri Sien Gdanska, Gdansk, Polen, 1979
- Galerie St. Petri, Lund, Sverige, 1979
- Galeria Akumulatory 2 , Poznań, Polen, 1979
- Galleri Sudurgata 7, Reykjavik, Island, 1979
- Galerie Kanal 2, København, Danmark, 1980
- Galeria BWA, Sopot, Polen, 1980
- Galleri Sudurgata 7, Reykjavik, Island, 1980
- Club 57, New York, USA, 1982
- Now Gallery, New York, USA, 1985
- Fashion Moda Gallery, New York, USA, 1986
- Now Gallery, New York, USA, 1987
- U Gallery, New York, USA, 1995

## Valgte gruppe udstillinger
- Galeriet, Lund, Sverige, 1976
- Galerie Brass, Malmø, Sverige, 1977
- EXEN, København, Danmark, 1979
- Nordic Experimental Art Festival, Island, 1979
- Experimental Environment II, Living Art Museum, Island, 1980
- New Avantgarde, BWA, Sopot Polen, 1981
- ARTEDER International, Bilbao, Spanien, 1982
- Now Gallery, New York, USA, 1984
- Avenue B Gallery, New York, USA, 1984
- 8BC, New York, USA, 1985
- Nite Gallery, New York, USA, 1985
- Fusion Gallery, New York, USA, 1986
- Artefakter Gallery, Miami, USA, 1986
- No-Se-nr Gallery, New York, USA, 1986
- Skulptur haven, New York, USA, 1986
- Binghamton University Gallery, New York State, USA, 1987
- Fashion Moda, New York, USA, 1986
- The Limelight, New York, USA, 1988
- SFINKS Foundation, Sopot, Polen, 1993
- Akademie der Künste, Berlin, Tyskland, 1994
- SFINKS Foundation, Sopot, Polen, 2002
- Land Art Festival, Toruń, Poland, 2011
- Dublin Biennial, Dublin, Ireland, 2012